# Rafsi
Rafsi — аффикс, словообразующая (lujvo-образующая) комбинационная форма или морфологическая единица Ложбанского gismu. Каждое gismu имеет от двух до пяти rafsi.  Rafsi не могут быть использованы сами по себе,  но могут быть скомбинированы, создавая тем самым lujvo (более сложное слово, которое берёт своё значение из gismu, каждого rafsi из которых оно состоит (в соответствии с правилами группирования ложбана)). Rafsi не применяется одиночно, однако, в ложбанском тексте могут встречаться слова, записываемые или произносимые точно так же, как и некоторые rafsi.